# کوهنوردان
کوهنوردان (به انگلیسی: The Climbers) (به چینی: 攀登者) کوهنوردان (به چینی: 攀登者) یک فیلم ماجراجویی چینی محصول سال ۲۰۱۹ به کارگردانی دانیل لی و نویسندگی آلای است. در این فیلم وو جینگ، جانگ زئی، ژانگ یی، جینگ بوران، و هو جی ایفای نقش می‌کنند. این فیلم سفر واقعی دو نسل از کوهنوردان چینی را برای صعود به قله اورست از سمت شمال خطرناک در سال‌های ۱۹۶۰ و ۱۹۷۵ روایت می‌کند. این فیلم در چین، بریتانیا و آمریکای شمالی در ۳۰ سپتامبر ۲۰۱۹ اکران شد.

## داستان
فیلم کوهنوردان اتفاقات سال ۱۹۶۰ را روایت می‌کند. در می ۱۹۶۰ گروهی از کوهنوردان در حال آماده‌سازی خود برای پنجمین صعود به اورست هستند. چهار شکست اول، قدرت جسمی زیادی از آنها می‌گیرد.

## بازیگران
- وو جینگ ... نیش ووژو
- جانگ زئی ... زو یینگ
- ژانگ یی ... کو سونگلین
- جینگ بوران ... لی گولیانگ
- هو جی ... یانگ گوانگ
- وانگ جینگچون ... ژائو چون
- چن لانگ ... لین جی
- جکی چان ... یانگ گوانگ

## باکس آفیس
کوهنوردان در سومین روز از نمایش خود حدود ۴۰۰ میلیون یوان درآمد کسب کردند. این فیلم بیش از ۷۶۱ میلیون یوان در هفته افتتاحیه خود به دست آورد.